# Kamil Jóźwiak
Kamil Jan Jóźwiak, född 22 april 1998, är en polsk fotbollsspelare som spelar för Granada. Han har även representerat Polens landslag.

## Klubbkarriär
Efter fyra år i Lech Poznan och efter en utlåning till GKS Katowice flyttade Jóźwiak till England och till Championship-klubben Derby County, affären stod klar den 16 september 2020. Den 11 mars 2022 värvades Jóźwiak av Major League Soccer-klubben Charlotte FC.
Den 1 februari 2024 värvades Jóźwiak av La Liga-klubben Granada, där han skrev på ett 1,5-årskontrakt.

## Landslagskarriär
Debuten för det polska landslaget kom den 19 november 2019 i en EM-kval match mot Slovenien. Jóźwiak byttes in mot Sebastian Szymański den 86 minuten.